# ال بایسترو

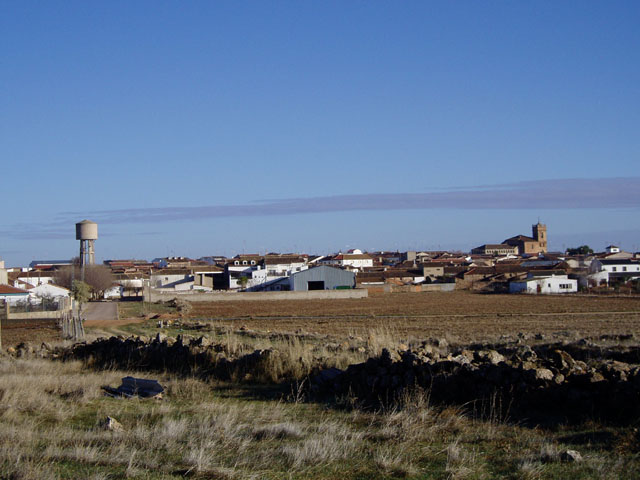
نمایی از ال بایسترو، دهستانی در استان آلباستهٔ اسپانیا - ۲۰۰۸

ال بایسترو دهستانی در استان آلباستهٔ اسپانیا است.
در این دهستان ۵۲۷ نفر زندگی می‌کنند. مساحت این دهستان ۱۳۸٫۲۸ کیلومتر مربع است.